# Stenus canaliculatus
Stenus canaliculatus är en skalbaggsart som beskrevs av Leonard Gyllenhaal. Stenus canaliculatus ingår i släktet Stenus och familjen kortvingar. Arten är reproducerande i Sverige. Inga underarter finns listade i Catalogue of Life.